# Gare de Berne
La gare de Berne (en allemand : Bahnhof Bern) est une gare ferroviaire suisse située à Berne.
Avec 276 000 voyageurs quotidiens en 2022, la gare de Berne est la deuxième plus importante gare de Suisse après Zurich.

## Situation ferroviaire
La gare comporte 13 voies pour les grandes lignes nationales et internationales, mais aussi pour le trafic régional avec le S-Bahn. 4 voies supplémentaires souterraines sont réservées au trafic régional Berne – Soleure.

## Service des voyageurs

### Desserte
Depuis le 9 décembre 2012, le TGV Lyria qui dessert en quotidien Berne, continue sa route vers Interlaken-Est. Le trajet retour sur la section Interlaken - Berne se fait uniquement le samedi et le dimanche. Ce prolongement est néanmoins supprimé en décembre 2017, toutefois ce train est désormais supprimé sur l'intégralité du parcours en décembre 2019.

### Intermodalité
La gare est le principal lieu de correspondances de l'entreprise des transports publics bernois (BernMobil). On peut donc rallier facilement la quasi-totalité des quartiers de Berne par les lignes de tramways et de bus. La Bundesplatz est à 2 minutes de bus et à 5 minutes à pied, la Zytggloge est à 5 minutes de tram et le Bärenpark est à 10 minutes de bus.